# Saint-Pierre, Québec
Saint-Pierre är en bykommun (municipalité de village) i provinsen Québec i Kanada. Den ligger i regionen Lanaudière, i den sydöstra delen av landet, 180 km öster om huvudstaden Ottawa.